# Institut des hautes études scientifiques
A Institut des hautes études scientifiques 1958-ban alapított francia felsőoktatási intézmény Párizsban.

## Jeles oktatói
- Laurent Lafforgue
- Giorgio Parisi
- René Thom